# Exmoor Blue
Exmoor Blue es un queso que se elabora en Gran Bretaña, concretamente en los condados de Devon y Somerset. Utiliza como materia prima leche no pasteurizada de vaca jersey (caso en el cual se habla de Exmoor Jersey Blue) o bien con una mezcla de leches de vaca, cabra y oveja. Se elabora según métodos tradicionales, usando cuajo vegetariano y Penicillium roqueforti. Se trata de un queso suave de grasa entera (34 % de materia grasa) con vetas azules. La textura es mantecosa. La pasta es amarilla. Está protegido por la denominación de origen Exmoor Blue cheese (PGI).
- Datos: Q8847018